# Unicodeblock Hangeul-Jamo, erweitert-B
Der Unicodeblock Hangeul-Jamo, erweitert-B (engl. Hangul Jamo Extended-B, U+D7B0 bis U+D7FF) enthält einige Jamo, die in älteren Texten verwendet wurden, hier speziell die jungseong (Vokale) und jongseong (Konsonantenauslaute) eines Hangeul-Silbenzeichens. Die zugehörigen Konsonantenanlaute finden sich im Unicodeblock Hangeul-Jamo, erweitert-A, weitere Jamos sind im Unicodeblock Hangeul-Jamo zu finden.

## Tabelle
Alle Zeichen haben die allgemeine Kategorie „anderer Buchstabe“ und die Bidirektionale Klasse „links nach rechts“.
| Unicodenummer  | Zeichen (400 %) | Offizielle Bezeichnung                   | Beschreibung                              |
| -------------- | --------------- | ---------------------------------------- | ----------------------------------------- |
| U+D7B0 (55216) | ힰ                | HANGUL JUNGSEONG O-YEO                   | Hangeul-Jungseong O-Yeo                   |
| U+D7B1 (55217) | ힱ                | HANGUL JUNGSEONG O-O-I                   | Hangeul-Jungseong O-O-I                   |
| U+D7B2 (55218) | ힲ                | HANGUL JUNGSEONG YO-A                    | Hangeul-Jungseong Yo-A                    |
| U+D7B3 (55219) | ힳ                | HANGUL JUNGSEONG YO-AE                   | Hangeul-Jungseong Yo-Ä                    |
| U+D7B4 (55220) | ힴ                | HANGUL JUNGSEONG YO-EO                   | Hangeul-Jungseong Yo-Eo                   |
| U+D7B5 (55221) | ힵ                | HANGUL JUNGSEONG U-YEO                   | Hangeul-Jungseong U-Yeo                   |
| U+D7B6 (55222) | ힶ                | HANGUL JUNGSEONG U-I-I                   | Hangeul-Jungseong U-I-I                   |
| U+D7B7 (55223) | ힷ                | HANGUL JUNGSEONG YU-AE                   | Hangeul-Jungseong Yu-Ä                    |
| U+D7B8 (55224) | ힸ                | HANGUL JUNGSEONG YU-O                    | Hangeul-Jungseong Yu-O                    |
| U+D7B9 (55225) | ힹ                | HANGUL JUNGSEONG EU-A                    | Hangeul-Jungseong Eu-A                    |
| U+D7BA (55226) | ힺ                | HANGUL JUNGSEONG EU-EO                   | Hangeul-Jungseong Eu-Eo                   |
| U+D7BB (55227) | ힻ                | HANGUL JUNGSEONG EU-E                    | Hangeul-Jungseong Eu-E                    |
| U+D7BC (55228) | ힼ                | HANGUL JUNGSEONG EU-O                    | Hangeul-Jungseong Eu-O                    |
| U+D7BD (55229) | ힽ                | HANGUL JUNGSEONG I-YA-O                  | Hangeul-Jungseong I-Ya-O                  |
| U+D7BE (55230) | ힾ                | HANGUL JUNGSEONG I-YAE                   | Hangeul-Jungseong I-Yae                   |
| U+D7BF (55231) | ힿ                | HANGUL JUNGSEONG I-YEO                   | Hangeul-Jungseong I-Yeo                   |
| U+D7C0 (55232) | ퟀ                | HANGUL JUNGSEONG I-YE                    | Hangeul-Jungseong I-Ye                    |
| U+D7C1 (55233) | ퟁ                | HANGUL JUNGSEONG I-O-I                   | Hangeul-Jungseong I-O-I                   |
| U+D7C2 (55234) | ퟂ                | HANGUL JUNGSEONG I-YO                    | Hangeul-Jungseong I-Yo                    |
| U+D7C3 (55235) | ퟃ                | HANGUL JUNGSEONG I-YU                    | Hangeul-Jungseong I-Yu                    |
| U+D7C4 (55236) | ퟄ                | HANGUL JUNGSEONG I-I                     | Hangeul-Jungseong I-I                     |
| U+D7C5 (55237) | ퟅ                | HANGUL JUNGSEONG ARAEA-A                 | Hangeul-Jungseong Araea-A                 |
| U+D7C6 (55238) | ퟆ                | HANGUL JUNGSEONG ARAEA-E                 | Hangeul-Jungseong Araea-E                 |
| U+D7CB (55243) | ퟋ                | HANGUL JONGSEONG NIEUN-RIEUL             | Hangeul-Jongseong Nieun-Rieul             |
| U+D7CC (55244) | ퟌ                | HANGUL JONGSEONG NIEUN-CHIEUCH           | Hangeul-Jongseong Nieun-Chieuch           |
| U+D7CD (55245) | ퟍ                | HANGUL JONGSEONG SSANGTIKEUT             | Hangeul-Jongseong Ssangtikeut             |
| U+D7CE (55246) | ퟎ                | HANGUL JONGSEONG SSANGTIKEUT-PIEUP       | Hangeul-Jongseong Ssangtikeut-Pieup       |
| U+D7CF (55247) | ퟏ                | HANGUL JONGSEONG TIKEUT-PIEUP            | Hangeul-Jongseong Tikeut-Pieup            |
| U+D7D0 (55248) | ퟐ                | HANGUL JONGSEONG TIKEUT-SIOS             | Hangeul-Jongseong Tikeut-Sios             |
| U+D7D1 (55249) | ퟑ                | HANGUL JONGSEONG TIKEUT-SIOS-KIYEOK      | Hangeul-Jongseong Tikeut-Sios-Kiyeok      |
| U+D7D2 (55250) | ퟒ                | HANGUL JONGSEONG TIKEUT-CIEUC            | Hangeul-Jongseong Tikeut-Cieuc            |
| U+D7D3 (55251) | ퟓ                | HANGUL JONGSEONG TIKEUT-CHIEUCH          | Hangeul-Jongseong Tikeut-Chieuch          |
| U+D7D4 (55252) | ퟔ                | HANGUL JONGSEONG TIKEUT-THIEUTH          | Hangeul-Jongseong Tikeut-Thieuth          |
| U+D7D5 (55253) | ퟕ                | HANGUL JONGSEONG RIEUL-SSANGKIYEOK       | Hangeul-Jongseong Rieul-Ssangkiyeok       |
| U+D7D6 (55254) | ퟖ                | HANGUL JONGSEONG RIEUL-KIYEOK-HIEUH      | Hangeul-Jongseong Rieul-Kiyeok-Hieuh      |
| U+D7D7 (55255) | ퟗ                | HANGUL JONGSEONG SSANGRIEUL-KHIEUKH      | Hangeul-Jongseong Ssangrieul-Khieukh      |
| U+D7D8 (55256) | ퟘ                | HANGUL JONGSEONG RIEUL-MIEUM-HIEUH       | Hangeul-Jongseong Rieul-Mieum-Hieuh       |
| U+D7D9 (55257) | ퟙ                | HANGUL JONGSEONG RIEUL-PIEUP-TIKEUT      | Hangeul-Jongseong Rieul-Pieup-Tikeut      |
| U+D7DA (55258) | ퟚ                | HANGUL JONGSEONG RIEUL-PIEUP-PHIEUPH     | Hangeul-Jongseong Rieul-Pieup-Phieuph     |
| U+D7DB (55259) | ퟛ                | HANGUL JONGSEONG RIEUL-YESIEUNG          | Hangeul-Jongseong Rieul-Yesieung          |
| U+D7DC (55260) | ퟜ                | HANGUL JONGSEONG RIEUL-YEORINHIEUH-HIEUH | Hangeul-Jongseong Rieul-Yeorinhieuh-Hieuh |
| U+D7DD (55261) | ퟝ                | HANGUL JONGSEONG KAPYEOUNRIEUL           | Hangeul-Jongseong Kapyeounrieul           |
| U+D7DE (55262) | ퟞ                | HANGUL JONGSEONG MIEUM-NIEUN             | Hangeul-Jongseong Mieum-Nieun             |
| U+D7DF (55263) | ퟟ                | HANGUL JONGSEONG MIEUM-SSANGNIEUN        | Hangeul-Jongseong Mieum-Ssangnieun        |
| U+D7E0 (55264) | ퟠ                | HANGUL JONGSEONG SSANGMIEUM              | Hangeul-Jongseong Ssangmieum              |
| U+D7E1 (55265) | ퟡ                | HANGUL JONGSEONG MIEUM-PIEUP-SIOS        | Hangeul-Jongseong Mieum-Pieup-Sios        |
| U+D7E2 (55266) | ퟢ                | HANGUL JONGSEONG MIEUM-CIEUC             | Hangeul-Jongseong Mieum-Cieuc             |
| U+D7E3 (55267) | ퟣ                | HANGUL JONGSEONG PIEUP-TIKEUT            | Hangeul-Jongseong Pieup-Tikeut            |
| U+D7E4 (55268) | ퟤ                | HANGUL JONGSEONG PIEUP-RIEUL-PHIEUPH     | Hangeul-Jongseong Pieup-Rieul-Phieuph     |
| U+D7E5 (55269) | ퟥ                | HANGUL JONGSEONG PIEUP-MIEUM             | Hangeul-Jongseong Pieup-Mieum             |
| U+D7E6 (55270) | ퟦ                | HANGUL JONGSEONG SSANGPIEUP              | Hangeul-Jongseong Ssangpieup              |
| U+D7E7 (55271) | ퟧ                | HANGUL JONGSEONG PIEUP-SIOS-TIKEUT       | Hangeul-Jongseong Pieup-Sios-Tikeut       |
| U+D7E8 (55272) | ퟨ                | HANGUL JONGSEONG PIEUP-CIEUC             | Hangeul-Jongseong Pieup-Cieuc             |
| U+D7E9 (55273) | ퟩ                | HANGUL JONGSEONG PIEUP-CHIEUCH           | Hangeul-Jongseong Pieup-Chieuch           |
| U+D7EA (55274) | ퟪ                | HANGUL JONGSEONG SIOS-MIEUM              | Hangeul-Jongseong Sios-Mieum              |
| U+D7EB (55275) | ퟫ                | HANGUL JONGSEONG SIOS-KAPYEOUNPIEUP      | Hangeul-Jongseong Sios-Kapyeounpieup      |
| U+D7EC (55276) | ퟬ                | HANGUL JONGSEONG SSANGSIOS-KIYEOK        | Hangeul-Jongseong Ssangsios-Kiyeok        |
| U+D7ED (55277) | ퟭ                | HANGUL JONGSEONG SSANGSIOS-TIKEUT        | Hangeul-Jongseong Ssangsios-Tikeut        |
| U+D7EE (55278) | ퟮ                | HANGUL JONGSEONG SIOS-PANSIOS            | Hangeul-Jongseong Sios-Pansios            |
| U+D7EF (55279) | ퟯ                | HANGUL JONGSEONG SIOS-CIEUC              | Hangeul-Jongseong Sios-Cieuc              |
| U+D7F0 (55280) | ퟰ                | HANGUL JONGSEONG SIOS-CHIEUCH            | Hangeul-Jongseong Sios-Chieuch            |
| U+D7F1 (55281) | ퟱ                | HANGUL JONGSEONG SIOS-THIEUTH            | Hangeul-Jongseong Sios-Thieuth            |
| U+D7F2 (55282) | ퟲ                | HANGUL JONGSEONG SIOS-HIEUH              | Hangeul-Jongseong Sios-Hieuh              |
| U+D7F3 (55283) | ퟳ                | HANGUL JONGSEONG PANSIOS-PIEUP           | Hangeul-Jongseong Pansios-Pieup           |
| U+D7F4 (55284) | ퟴ                | HANGUL JONGSEONG PANSIOS-KAPYEOUNPIEUP   | Hangeul-Jongseong Pansios-Kapyeounpieup   |
| U+D7F5 (55285) | ퟵ                | HANGUL JONGSEONG YESIEUNG-MIEUM          | Hangeul-Jongseong Yesieung-Mieum          |
| U+D7F6 (55286) | ퟶ                | HANGUL JONGSEONG YESIEUNG-HIEUH          | Hangeul-Jongseong Yesieung-Hieuh          |
| U+D7F7 (55287) | ퟷ                | HANGUL JONGSEONG CIEUC-PIEUP             | Hangeul-Jongseong Cieuc-Pieup             |
| U+D7F8 (55288) | ퟸ                | HANGUL JONGSEONG CIEUC-SSANGPIEUP        | Hangeul-Jongseong Cieuc-Ssangpieup        |
| U+D7F9 (55289) | ퟹ                | HANGUL JONGSEONG SSANGCIEUC              | Hangeul-Jongseong Ssangcieuc              |
| U+D7FA (55290) | ퟺ                | HANGUL JONGSEONG PHIEUPH-SIOS            | Hangeul-Jongseong Phieuph-Sios            |
| U+D7FB (55291) | ퟻ                | HANGUL JONGSEONG PHIEUPH-THIEUTH         | Hangeul-Jongseong Phieuph-Thieuth         |